# Monanthes
Monanthes Haw. – rodzaj roślin należący do rodziny gruboszowatych (Crassulaceae DC. in Lam. & DC.). Obejmuje co najmniej 12 gatunków występujących naturalnie na Wyspach Kanaryjskich, Maderze, w Republice Zielonego Przylądka, Maroku oraz na Bliskim Wschodzie.

## Systematyka
Pozycja systematyczna według Angiosperm Phylogeny Website (aktualizowany system APG III z 2009)
Rodzaj ten należy do podrodziny Sedoideae, rodziny gruboszowatych Crassulaceae DC. in Lam. & DC., do rzędu skalnicowców (Saxifragales Dumort.) i wraz z nim do okrytonasiennych. 
Pozycja systematyczna według systemu Reveala (1993-1999)
Gromada okrytonasienne (Magnoliophyta Cronquist), podgromada Magnoliophytina Frohne & U. Jensen ex Reveal, klasa Rosopsida Batsch, podklasa różowe (Rosidae Takht.), nadrząd Saxifraganae Reveala, rząd skalnicowce (Saxifragales Dumort.), rodzina gruboszowate (Crassulaceae DC. in Lam. & DC.), podrodzina Sedoideae, plemię Sedeae
Wykaz gatunków
| - Monanthes anagensis Praeger - Monanthes atlantica J. Ball - Monanthes brachycaulos (Webb & Bertholt) R. Lowe - Monanthes icterica (Webb ex Bolle) Christ - Monanthes laxiflora (DC.) Bolle ex Bornmuller - Monanthes lowei (Paiva) Perez & Acebes | - Monanthes minima (Bolle) Christ - Monanthes pallens (Webb in Christ) Christ - Monanthes polyphylla (Aiton) Haw. - Monanthes subcrassicaulis (Kuntze) Praeger - Monanthes tilophila (Bolle) Christ - Monanthes wildpretii Bañares & S.Scholz |